# حسین سعیدی آشتیانی
حسین سعیدی آشتیانی (متولد ۱۳۱۴ در آشتیان، درگذشتهٔ ۱۳۶۱) بنیانگذار پارک‌های جنگلی در ایران است. آشتیانی بنیان‌گذار اولین پارک جنگلی ایران در منطقهٔ هراز در نزدیکی آمل به نام «پارک جنگلی میرزا کوچک‌خان» و اولین پارک جنگلی دست‌کاشت ایران به نام «پارک جنگلی خرگوش‌دره» در نزدیکی تهران است که هر دو در سال ۱۳۴۳ احداث شدند.

## زندگی‌نامه
آشتیانی در سال ۱۳۱۴ در آشتیان متولد شد. او در سال ۱۳۳۹ از آموزشگاه جنگل و مراتع گرگان فارغ‌التحصیل شد و پس از آن در رشتهٔ پارک‌ها و تفرجگاه‌ها از دانشگاه تگزاس آمریکا ادامهٔ تحصیل داد.

## پارک‌ها
از مشهورترین پارک‌هایی که سعیدی آشتیانی احداث کرد می‌توان به پارک جنگلی سی‌سنگان، پارک جنگلی نور، پارک جنگلی میرزا کوچک‌خان و پارک جنگلی قرق گرگان اشاره‌کرد.

## آثار
آشتیانی چند کتاب و نیز چند گزارش به فارسی منتشر کرد که عموماً در زمینهٔ طراحی پارک یا جنگل‌داری هستند، از جمله کتاب «پارک‌ها و تفرجگاه‌های ایران» منتشر شده در سال ۱۳۶۳ و کتاب «نوشته‌ها و گفته‌ها» که توسط سازمان جنگل‌ها و مراتع در سال ۱۳۶۱ منتشر شد و نیز گزارش‌هایی با عناوین «پارک‌های ملی و تفرجگاه‌های عمومی» (۱۳۴۹)، «طرح پارک جنگلی دلند» (۱۳۵۷)، «طرح پارک جنگلی قرق» (۱۳۵۷)، «ارزش درختان و نقش ایجاد آن در ایران» (۱۳۶۰)، «دنیای درختان، درختچه‌ها، بوته‌ها و … مشخصات و موارد استفاده ۲۷۶ گونه برای پارکسازی، شهرسازی، محوطه سازی و فضای سبز» (۱۳۶۰)، «۹۴ طرح تجهیز و توسعه پارک‌ها» (۱۳۶۰). وی همچنین سردبیر و مدیر مسئول سالنامهٔ آموزشگاه عالی جنگل و مرتع گرگان بود.